# Freestyle ai XXIV Giochi olimpici invernali - Gobbe maschile
La gara di gobbe maschile di freestyle dei XXIV Giochi olimpici invernali di Pechino si è svolta dal 3 al 6 febbraio 2022 al Genting Snow Park di Zhangjiakou.

## Programma
Gli orari sono in UTC+7.
| Giorno     | Ora   | Turno            |
| ---------- | ----- | ---------------- |
| 3 febbraio | 12:45 | Qualificazione 1 |
| 5 febbraio | 11:00 | Qualificazione 2 |
| 5 febbraio | 12:30 | Finale 1         |
| 5 febbraio | 13:05 | Finale 2         |
| 5 febbraio | 13:40 | Finale 3         |

## Risultati

### Qualificazioni
Le prime 10 classificate del primo turno di qualificazione sono state ammesse direttamente alla finale. Le altre concorrenti sono state ammesse al secondo turno di qualificazione.

#### Primo turno
QF — Qualificato al turno successivo
DNF — Ritirato
DNS — Non partito
| Pos. | #  | Atleta            | Nazione       | Tempo | Punteggio | Punteggio | Punteggio | Totale | Note |
| Pos. | #  | Atleta            | Nazione       | Tempo | Curve     | Salti     | Tempo     | Totale | Note |
| ---- | -- | ----------------- | ------------- | ----- | --------- | --------- | --------- | ------ | ---- |
| 1    | 24 | Mikaël Kingsbury  | Canada        | 24.71 | 50.3      | 15.44     | 15.41     | 81.15  | QF   |
| 2    | 5  | Walter Wallberg   | Svezia        | 24.16 | 49.6      | 13.38     | 16.14     | 79.12  | QF   |
| 3    | 6  | Benjamin Cavet    | Francia       | 23.52 | 48.4      | 13.02     | 16.98     | 78.40  | QF   |
| 4    | 15 | Jimi Salonen      | Finlandia     | 24.30 | 45.3      | 15.13     | 15.96     | 76.39  | QF   |
| 5    | 3  | Cole McDonald     | Stati Uniti   | 25.41 | 47.0      | 14.78     | 14.49     | 76.27  | QF   |
| 6    | 19 | Kosuke Sugimoto   | Giappone      | 25.00 | 48.0      | 13.23     | 15.03     | 76.26  | QF   |
| 7    | 29 | Ludvig Fjällström | Svezia        | 25.69 | 48.3      | 13.78     | 14.12     | 76.20  | QF   |
| 8    | 10 | Daichi Hara       | Giappone      | 25.23 | 47.3      | 14.08     | 14.73     | 76.11  | QF   |
| 9    | 2  | Olli Penttala     | Finlandia     | 24.53 | 45.7      | 14.60     | 15.65     | 75.95  | QF   |
| 10   | 21 | Dylan Walczyk     | Stati Uniti   | 25.03 | 47.8      | 13.07     | 14.99     | 75.86  | QF   |
| 11   | 9  | Brodie Summers    | Australia     | 24.46 | 45.7      | 14.22     | 15.74     | 75.66  |      |
| 12   | 22 | Dmitriy Reiherd   | Kazakistan    | 25.25 | 46.8      | 13.93     | 14.70     | 75.43  |      |
| 13   | 25 | Nikita Novitckii  | ROC           | 25.03 | 45.6      | 14.12     | 14.99     | 74.71  |      |
| 14   | 12 | Cooper Woods      | Australia     | 26.45 | 45.7      | 15.83     | 13.12     | 74.65  |      |
| 15   | 8  | Marco Tadé        | Svizzera      | 25.03 | 46.3      | 13.19     | 14.99     | 74.48  |      |
| 16   | 16 | Ikuma Horishima   | Giappone      | 25.38 | 46.2      | 13.67     | 14.53     | 74.40  |      |
| 17   | 1  | Pavel Kolmakov    | Kazakistan    | 24.85 | 43.7      | 15.16     | 15.23     | 74.09  |      |
| 18   | 11 | So Matsuda        | Giappone      | 25.71 | 45.2      | 14.05     | 14.10     | 73.35  |      |
| 19   | 14 | Felix Elofsson    | Svezia        | 25.18 | 44.4      | 14.04     | 14.80     | 73.24  |      |
| 20   | 4  | James Matheson    | Australia     | 26.10 | 46.2      | 12.08     | 13.58     | 71.86  |      |
| 21   | 28 | Nick Page         | Stati Uniti   | 24.36 | 41.2      | 13.63     | 15.88     | 70.71  |      |
| 22   | 17 | Sacha Theocharis  | Francia       | 24.96 | 43.0      | 12.41     | 15.09     | 70.50  |      |
| 23   | 26 | Will Feneley      | Gran Bretagna | 26.69 | 45.1      | 12.33     | 12.80     | 70.23  |      |
| 24   | 20 | Laurent Dumais    | Canada        | 24.52 | 41.2      | 12.89     | 15.67     | 69.76  |      |
| 25   | 30 | Severi Vierelä    | Finlandia     | 26.92 | 44.1      | 13.06     | 12.50     | 69.66  |      |
| 26   | 18 | Oskar Elofsson    | Svezia        | 25.94 | 43.9      | 11.57     | 13.79     | 69.26  |      |
| 27   | 13 | Nikita Andreev    | ROC           | 24.15 | 40.1      | 11.14     | 16.15     | 67.39  |      |
| 28   | 7  | Zhao Yang         | Cina          | 28.09 | 41.6      | 8.91      | 10.96     | 61.47  |      |
| 29   | 23 | Bradley Wilson    | Stati Uniti   | DNF   | DNF       | DNF       | DNF       | DNF    |      |
| 29   | 27 | Matt Graham       | Australia     | DNF   | DNF       | DNF       | DNF       | DNF    |      |

#### Secondo turno
QF — Qualificato per la finale
DNF — Ritirato
DNS — Non partito
| Pos. | #  | Atleta           | Nazione       | Qual. 1 | Tempo | Punteggio | Punteggio | Punteggio | Totale | Migliore | Note |
| Pos. | #  | Atleta           | Nazione       | Qual. 1 | Tempo | Curve     | Salti     | Tempo     | Totale | Migliore | Note |
| ---- | -- | ---------------- | ------------- | ------- | ----- | --------- | --------- | --------- | ------ | -------- | ---- |
| 1    | 9  | Felix Elofsson   | Svezia        | 73.24   | 25.24 | 46.8      | 17.35     | 14.72     | 78.87  | 78.87    | QF   |
| 2    | 5  | Brodie Summers   | Australia     | 75.66   | 24.71 | 47.9      | 14.62     | 15.41     | 77.93  | 77.93    | QF   |
| 3    | 19 | Nick Page        | Stati Uniti   | 70.71   | 25.30 | 45.7      | 17.02     | 14.64     | 77.36  | 77.36    | QF   |
| 4    | 7  | Cooper Woods     | Australia     | 74.65   | 24.01 | 46.4      | 14.00     | 16.34     | 76.74  | 76.74    | QF   |
| 5    | 10 | Ikuma Horishima  | Giappone      | 74.40   | 25.75 | 47.6      | 14.04     | 14.55     | 76.19  | 76.19    | QF   |
| 6    | 16 | Nikita Novitckii | ROC           | 74.71   | 25.57 | 46.5      | 14.87     | 14.28     | 75.65  | 75.65    | QF   |
| 7    | 14 | Dmitriy Reiherd  | Kazakistan    | 75.43   | 25.24 | 45.7      | 14.48     | 14.72     | 74.90  | 75.43    | QF   |
| 8    | 11 | Sacha Theocharis | Francia       | 70.50   | 25.56 | 47.5      | 13.62     | 14.29     | 75.41  | 75.41    | QF   |
| 9    | 8  | Nikita Andreev   | ROC           | 67.39   | 24.49 | 44.4      | 14.52     | 15.70     | 74.62  | 74.62    | QF   |
| 10   | 4  | Marco Tadé       | Svizzera      | 74.48   | 25.23 | 44.1      | 11.62     | 14.73     | 70.45  | 74.48    | QF   |
| 11   | 1  | Pavel Kolmakov   | Kazakistan    | 74.09   | 25.18 | 42.1      | 12.64     | 14.80     | 69.54  | 74.09    |      |
| 12   | 12 | Oskar Elofsson   | Svezia        | 69.26   | 24.85 | 45.1      | 13.19     | 15.23     | 73.52  | 73.52    |      |
| 13   | 6  | So Matsuda       | Giappone      | 73.35   | 26.11 | 43.6      | 11.87     | 13.57     | 69.04  | 73.35    |      |
| 14   | 2  | James Matheson   | Australia     | 71.86   | 25.76 | 45.2      | 13.97     | 14.03     | 73.20  | 73.20    |      |
| 15   | 15 | Bradley Wilson   | Stati Uniti   | DNF     | 25.29 | 45.5      | 12.79     | 14.65     | 72.94  | 72.94    |      |
| 16   | 13 | Laurent Dumais   | Canada        | 69.76   | 25.32 | 43.4      | 13.38     | 14.61     | 71.39  | 71.39    |      |
| 17   | 17 | Will Feneley     | Gran Bretagna | 70.23   | 26.45 | 42.4      | 12.02     | 13.12     | 67.54  | 70.23    |      |
| 18   | 20 | Severi Vierelä   | Finlandia     | 69.66   | 25.58 | 42.5      | 12.39     | 14.27     | 69.16  | 69.66    |      |
| 19   | 18 | Matt Graham      | Australia     | DNF     | 23.97 | 37.8      | 10.94     | 16.39     | 65.13  | 65.13    |      |
| 20   | 3  | Zhao Yang        | Cina          | 61.47   | 26.42 | 42.2      | 9.59      | 13.16     | 64.95  | 64.95    |      |

### Finale

#### Primo turno
| Pos. | #  | Atleta            | Nazione     | Tempo | Punteggio | Punteggio | Punteggio | Totale | Note |
| Pos. | #  | Atleta            | Nazione     | Tempo | Curve     | Salti     | Tempo     | Totale | Note |
| ---- | -- | ----------------- | ----------- | ----- | --------- | --------- | --------- | ------ | ---- |
| 1    | 20 | Mikaël Kingsbury  | Canada      |       |           |           |           | 81.78  | QF   |
| 2    | 15 | Kosuke Sugimoto   | Giappone    |       |           |           |           | 79.01  | QF   |
| 3    | 13 | Daichi Hara       | Giappone    |       |           |           |           | 78.59  | QF   |
| 4    | 19 | Walter Wallberg   | Svezia      |       |           |           |           | 78.05  | QF   |
| 5    | 6  | Ikuma Horishima   | Giappone    |       |           |           |           | 77.91  | QF   |
| 6    | 18 | Benjamin Cavet    | Francia     |       |           |           |           | 77.80  | QF   |
| 7    | 7  | Cooper Woods      | Australia   |       |           |           |           | 77.58  | QF   |
| 8    | 2  | Nikita Andreev    | ROC         |       |           |           |           | 76.95  | QF   |
| 9    | 4  | Dmitriy Reiherd   | Kazakistan  |       |           |           |           | 76.90  | QF   |
| 10   | 8  | Nick Page         | Stati Uniti |       |           |           |           | 76.80  | QF   |
| 11   | 3  | Sacha Theocharis  | Francia     |       |           |           |           | 76.59  | QF   |
| 12   | 9  | Brodie Summers    | Australia   |       |           |           |           | 76.15  | QF   |
| 13   | 5  | Nikita Novitckii  | ROC         |       |           |           |           | 75.88  |      |
| 14   | 16 | Cole McDonald     | Stati Uniti |       |           |           |           | 75.78  |      |
| 15   | 14 | Ludvig Fjällström | Svezia      |       |           |           |           | 75.37  |      |
| 16   | 11 | Dylan Walczyk     | Stati Uniti |       |           |           |           | 75.13  |      |
| 17   | 10 | Felix Elofsson    | Svezia      |       |           |           |           | 74.97  |      |
| 18   | 1  | Marco Tadé        | Svizzera    |       |           |           |           | 74.71  |      |
| 19   | 12 | Olli Penttala     | Finlandia   |       |           |           |           | 74.68  |      |
| 20   | 17 | Jimi Salonen      | Finlandia   | DNF   | DNF       | DNF       | DNF       | DNF    |      |

#### Secondo turno
| Pos. | #  | Atleta           | Nazione     | Tempo | Punteggio | Punteggio | Punteggio | Totale | Note |
| Pos. | #  | Atleta           | Nazione     | Tempo | Curve     | Salti     | Tempo     | Totale | Note |
| ---- | -- | ---------------- | ----------- | ----- | --------- | --------- | --------- | ------ | ---- |
| 1    | 9  | Walter Wallberg  | Svezia      |       |           |           |           | 80.33  | QF   |
| 2    | 12 | Mikaël Kingsbury | Canada      |       |           |           |           | 79.59  | QF   |
| 3    | 8  | Ikuma Horishima  | Giappone    |       |           |           |           | 79.58  | QF   |
| 4    | 7  | Benjamin Cavet   | Francia     |       |           |           |           | 78.82  | QF   |
| 5    | 6  | Cooper Woods     | Australia   |       |           |           |           | 77.22  | QF   |
| 6    | 3  | Nick Page        | Stati Uniti |       |           |           |           | 76.92  | QF   |
| 7    | 10 | Daichi Hara      | Giappone    |       |           |           |           | 76.82  |      |
| 8    | 4  | Dmitriy Reiherd  | Kazakistan  |       |           |           |           | 76.77  |      |
| 9    | 11 | Kosuke Sugimoto  | Giappone    |       |           |           |           | 75.73  |      |
| 10   | 1  | Brodie Summers   | Australia   |       |           |           |           | 75.00  |      |
| 11   | 2  | Sacha Theocharis | Francia     |       |           |           |           | 73.40  |      |
| 12   | 5  | Nikita Andreev   | ROC         | DNF   | DNF       | DNF       | DNF       | DNF    |      |

#### Terzo turno
| Pos.    | # | Atleta           | Nazione     | Tempo | Punteggio | Punteggio | Punteggio | Totale | Note |
| Pos.    | # | Atleta           | Nazione     | Tempo | Curve     | Salti     | Tempo     | Totale | Note |
| ------- | - | ---------------- | ----------- | ----- | --------- | --------- | --------- | ------ | ---- |
| Oro     | 6 | Walter Wallberg  | Svezia      | 23.70 | 48.8      | 17.68     | 16.75     | 83.23  |      |
| Argento | 5 | Mikaël Kingsbury | Canada      | 25.02 | 49.6      | 17.57     | 15.01     | 82.18  |      |
| Bronzo  | 4 | Ikuma Horishima  | Giappone    | 23.86 | 47.4      | 17.54     | 16.54     | 81.48  |      |
| 4       | 3 | Benjamin Cavet   | Francia     | 24.60 | 47.4      | 16.48     | 15.56     | 79.44  |      |
| 5       | 1 | Nick Page        | Stati Uniti | 25.68 | 47.6      | 17.16     | 14.14     | 78.90  |      |
| 6       | 2 | Cooper Woods     | Australia   | 25.01 | 47.6      | 16.26     | 15.02     | 78.88  |      |